# Pseudalidus fulvofasciculatus
Pseudalidus fulvofasciculatus – gatunek chrząszcza z rodziny kózkowatych i podrodziny zgrzypikowych. Jedyny przedstawiciel rodzaju Pseudalidus.

## Zasięg występowania
Gatunek ten występuje w Wietnamie.